# Kopalnia Węgla Kamiennego Janina
Zakład Górniczy Janina – kopalnia węgla kamiennego, znajdująca się w Libiążu, jedna z dwóch kopalń węgla kamiennego w województwie małopolskim, należy do Południowego Koncernu Węglowego S.A. Wchodziła w skład Galicyjskiej Spółki Kopalń (Compagnie Galicienne de Mines). Kopalnia działa od roku 1907, jej nazwa – według obiegowej opinii – pochodzić miała rzekomo od imienia żony lub córki pierwszego francuskiego prezesa, Alexisa Barteta. Legendy tej nie potwierdza wnuk Alexisa, Bernard Bartet.

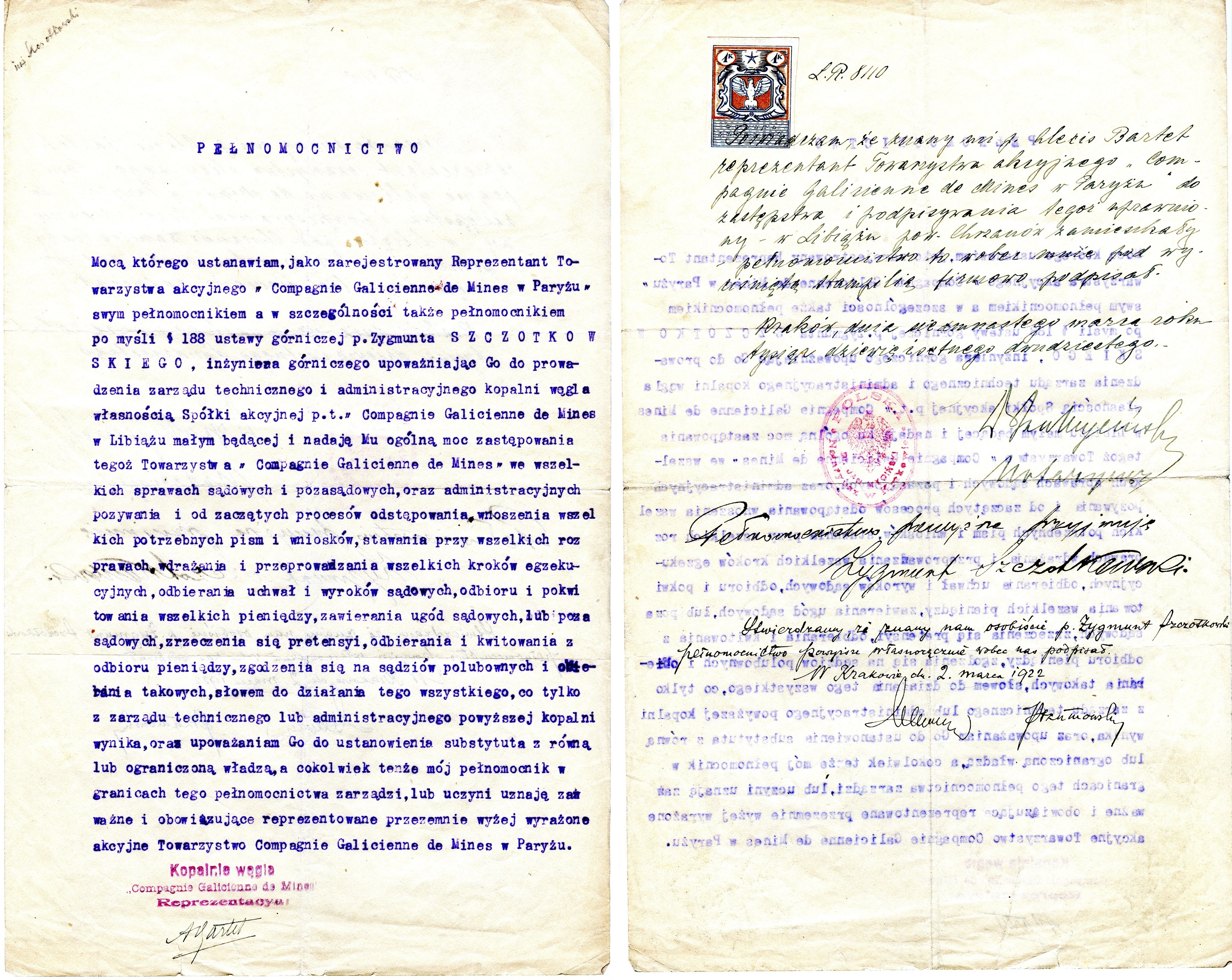
Pełnomocnictwo Barteta (Compagnie Galicienne de Mines) dla Szczotkowskiego, 1922

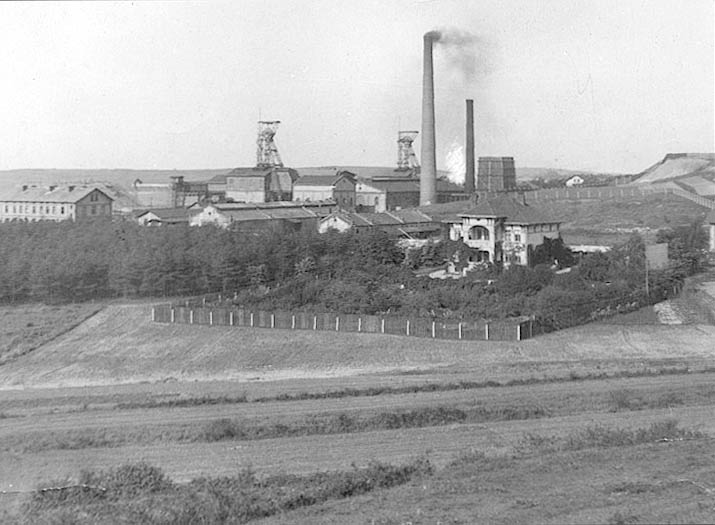
Panorama kopalni „Janina”, lata 30. XX w.

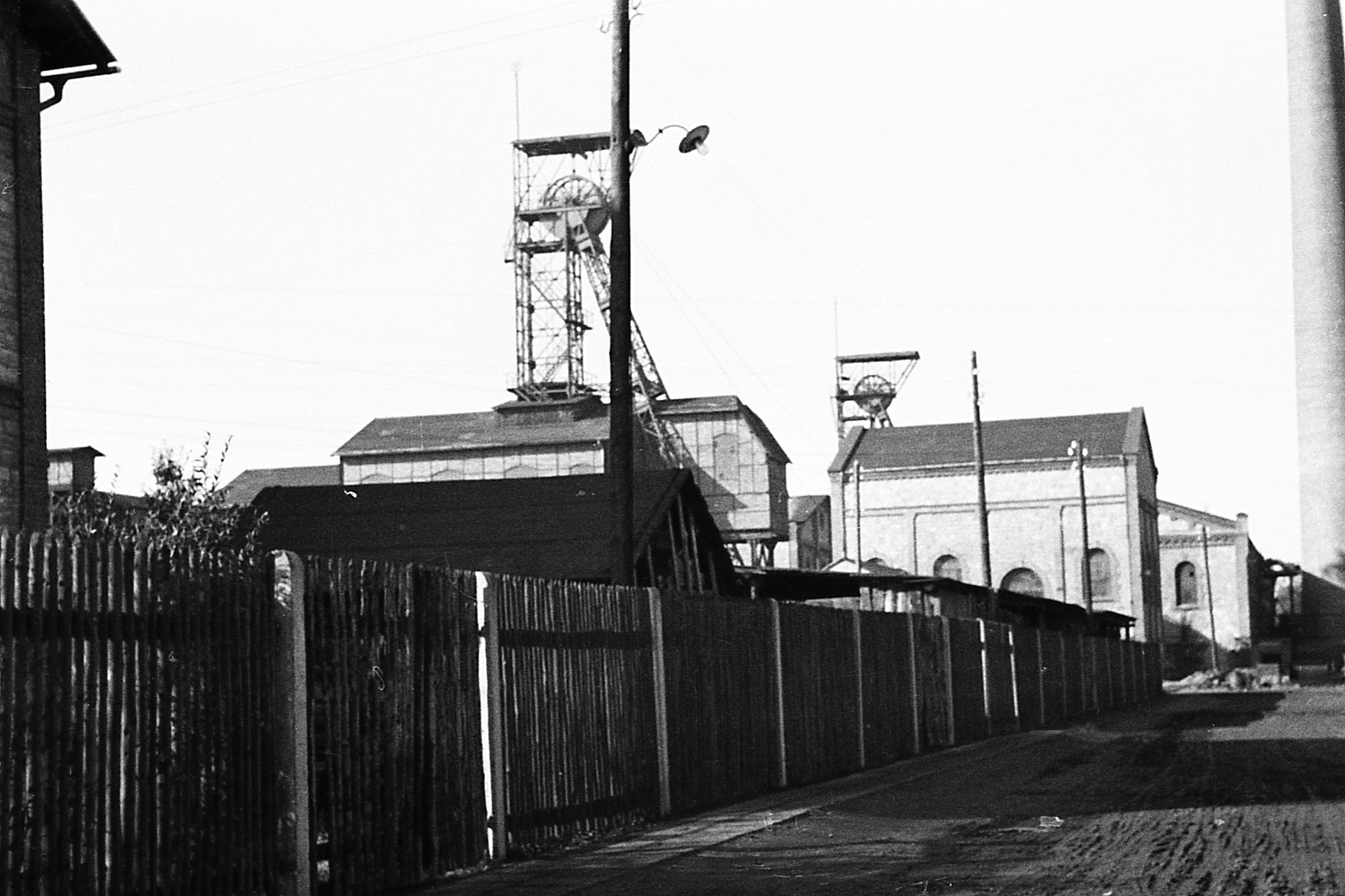
Kopalnia „Janina” ok. r. 1938

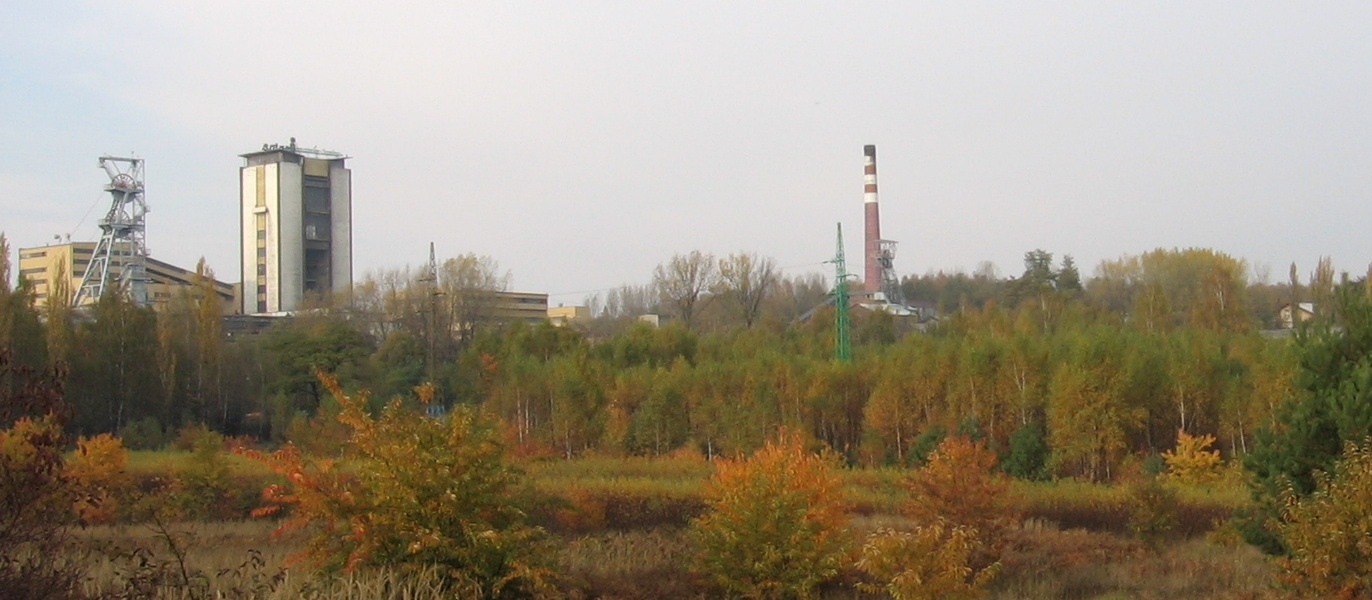
KWK „Janina”, widok współczesny

## Historia
Kopalnia powstała na terenach wykupywanych od roku 1899 przez francuskich przedsiębiorców w ówczesnych wsiach Libiąż Mały i Wielki oraz Moczydło i Żarki. Zarejestrowali oni w 1901 swoją firmę najpierw w Szczakowej, a w 1906 utworzyli w Paryżu spółkę z kapitałem akcyjnym 5,5 miliona ówczesnych franków francuskich. Do wybuchu I wojny światowej kopalnia pozostawała w fazie rozruchu, statystyki dotyczące wielkości wydobycia rozpoczynają się od roku 1910, w którym wydobyto w niej 19 tysięcy ton węgla; w latach 1914–1918 wydobycie wzrosło z 95 do 149 tys. ton.
Po wojnie francuscy właściciele zatrudnili w niej polskiego dyrektora. Od roku 1920 do 1939, jako pełnomocnik współwłaściciela Alexisa Barteta, kopalnią kierował inż. Zygmunt Szczotkowski, a jego zastępcą do spraw technicznych – tzw. „kierownikiem kopalni” – był inż. Józef Litwiniszyn, ojciec prof. Jerzego Litwiniszyna. Po wybuchu II wojny światowej niemieckie władze do połowy roku 1940 nakazały Szczotkowskiemu zarząd komisaryczny; później kopalnią kierował Austriak z Grazu Ladislaus Franz Trenczak (po wojnie był twórcą patentów w przemyśle górniczym; później trafił do Pakistanu jako ekspert górniczy ONZ), który podjął niezwłocznie starania zatrudnienia w kopalni jeńców wojennych i zorganizowania w niej obozu pracy. W styczniu 1943 kolejnym zarządcą kopalni został inż. Günther Falkenhahn, a wkrótce przywieziono tam pierwszych jeńców brytyjskich, w oparciu o których powstało Kriegsgefangenen-Arbeitskommando E-562 Janinagrube (niem. komando pracy jeńców wojennych E-562 kopalnia Janina) podlegające ekspozyturze Stalagu VIII B w Zabrzu. Jeńcy ci skutecznie uchylali się od pracy w kopalni, w wyniku czego jesienią 1943 Niemcy zdecydowali się przekształcić obóz pracy jeńców wojennych w obóz pracy przymusowej Arbeitslager Janinagrube (niem. obóz pracy kopalnia Janina) podlegający obozowi koncentracyjnemu Auschwitz. W obozie tym pracowało od 800 do ponad 900 więźniów pochodzących z różnych części Europy; wydobycie wynosiło wówczas ok. 0,3 mln ton rocznie. W przeddzień likwidacji obozu w styczniu 1945 przebywało tam 853 więźniów.
Po przejściu frontu w 1945 kopalnia „Janina” została upaństwowiona i w lutym podjęła wydobycie. Drążenie nowego szybu Janina III rozpoczęto w 1961, dwa lata później szybu Południowego, a w 1964 – szybu Zachodniego. Na początku lat 70. XX wieku wydobycie wynosiło w „Janinie” ok. 1,8 mln ton rocznie, a zatrudnienie około 4 tysięcy osób. W 1972 wydobycie w „Janinie” przekroczyło 2 miliony ton, a w 1978 – trzy miliony, po czym w latach 80. XX wieku utrzymywało się na poziomie 3,5 mln ton.
Od czasu przemian ustrojowych w roku 1989, datuje się początek zmniejszania przerostów zatrudnienia, szczególnie wśród pracowników zatrudnionych na powierzchni. Liczba pracowników zmalała w ciągu kilku lat o ponad tysiąc osób, zmalało też wydobycie. W 1993 kopalnia weszła w skład Nadwiślańskiej Spółki Węglowej S.A. w Tychach, a od 1 lutego 2003 znalazła się, jako jeden z 23 zakładów, w Kompanii Węglowej. Rok później, 1 kwietnia 2004, w wyniku kolejnych przekształceń powstał Zakład Górniczo-Energetyczny Janina sp. z o.o. 1 lipca 2005 ZGE Janina został połączony z ZGE Sobieski Jaworzno III sp. z o.o., w wyniku czego powstał Południowy Koncern Węglowy S.A. W listopadzie 2007 zatrudnienie w „Janinie” wynosiło 2841 pracowników (w tym 1937 robotników dołowych). W 2005 wydobycie wynosiło ok. 2,2 mln ton; w kolejnych latach utrzymywało się na poziomie od 1,75 do 2,6 mln ton.
Złoża kopalni „Janina” szacowane są na 20% zasobów węgla kamiennego w Polsce. Jest to kopalnia o największych zasobach operatywnych węgla kamiennego w Polsce, szacowanych na 841 009 tys. ton, a czas eksploatacji w 2003 był przewidywany na 204 lata. Kopalnia należy do Południowego Koncernu Węglowego S.A.
30 września i 20 października 2015 roku w kopalni doszło do wstrząsu o sile 3,7 w skali Richtera. Doprowadziło to do czasowego wstrzymania wydobycia w jednej z trzech ścian, spowodowanego uszkodzeniami budynków w okolicy Libiąża. 17 października 2015 roku doszło do wstrząsu o sile 4 w skali Richtera.